# 1228 Скабіоза
1228 Скабіоза (1228 Scabiosa) — астероїд головного поясу, відкритий 5 жовтня 1931 року.
Тіссеранів параметр щодо Юпітера — 3,335.
Названо на честь Скабіоза (Scabiosa L.), роду зіллястих рослин з родини черсакуватих.